# Micropeza annulata
Micropeza annulata är en tvåvingeart som beskrevs av Ignaz Rudolph Schiner 1868. Micropeza annulata ingår i släktet Micropeza och familjen skridflugor. Inga underarter finns listade i Catalogue of Life.